# Agri (fiume)
L'Agri (Akiris, Ακύρις in greco antico) è un fiume che scorre interamente in Basilicata e che dà il nome alla valle omonima. È il secondo fiume della regione per lunghezza con 136 km di corso dopo il Basento (149 km), e per ampiezza di bacino con 1 770 km² dopo il Bradano (2 765 km²), ma è il primo per ricchezza d'acqua con una portata media di 20 m³/s. 
Anticamente era chiamato Aciris, Akiris o Kyris, che in lingua osca significava fiume navigabile: difatti tramanda Strabone che quando le sue sponde erano ricche di boschi il suo alveo era profondo e ciò rendeva il fiume navigabile.

## Corso del fiume
La sua sorgente si trova vicina a quella del fiume Basento, sul Monte Maruggio e sulla Serra di Calvello. Bagna subito il centro di Marsico Nuovo, dove forma un piccolo lago artificiale, scorrendo per alcuni km parallelo alla strada statale 598.
Nel territorio di Montemurro il fiume, dopo essersi arricchito di svariati apporti minori sia da destra che da sinistra (da citare il fiume Maglia), viene sbarrato da una diga e forma il Lago di Pietra del Pertusillo, compreso altresì nei territori di Grumento Nova e Spinoso.
Più a valle il fiume allarga il proprio letto ricevendo nuovamente svariati affluenti tra i quali i torrenti Trigella e Racanello provenienti da destra.
Nei pressi del comune di Sant'Arcangelo il fiume amplia ancora il proprio letto scorrendo con andamento a canali intrecciati tipico delle fiumare del sud Italia e fungendo da confine tra la provincia di Potenza e la provincia di Matera.
In breve riceve da sinistra il grosso torrente Sauro che gli incrementa notevolmente la portata d'acqua, scorrendo sempre tranquillo in un larghissimo greto ciottoloso e formando il piccolo bacino artificiale di Gannano.
Pochi chilometri e il fiume entra nella piana di Metaponto dove, dopo aver sfiorato pigramente il centro di Policoro, va a sfociare nel mar Ionio versandosi in un piccolo estuario.

## Idrologia
Il fiume ha regime marcatamente torrentizio con piene imponenti in autunno e magre accentuate in estate.
Rispetto però agli altri fiumi della regione ha una portata media e soprattutto minima (3,5 m³/s) ben più consistente potendo contare sulla presenza di svariate sorgenti lungo il suo alto corso e di una consistente piovosità media annua su tutto il suo bacino.

## Fauna
Il fiume è abitato dalla trota iridea, alborella e cavedano. Presenti anche popolazioni di trota fario da immissione. A valle delle dighe del Pertusillo e del Gannano si ritrovano l'alborella del Vulture e il cavedano accompagnati dal barbo, carpa, tinca. Presente anche la lontra che si nutre del granchio di fiume.
In alcuni affluenti sono stati rilevati esemplari di gambero d'acqua dolce autoctoni.
Alla foce sono rilevati cefalo, cheppia, spigola. Segnalati ma non campionati latterino, nono, spinarello.
L'indagine del 2017 dell'Arpa basilicata ha inoltre rilevato la presenza di anguilla e cagnetta (autoctone), rovella (di origine incerta), carassio, pseudorasbora e granchio azzurro (alloctoni).

## Ambiente
La presenza della lontra, dei granchi e dei gamberi d'acqua dolce e dell'alborella appenninica indicano l'eccellente qualità delle acque rispetto all'inquinamento.
Vi sono due principali problemi: il non rispetto da parte degli operatori delle dighe del rilascio delle acque per garantire il livello minimo delle stesse nell'alveo del corso d'acqua e la presenza e incisività del bracconaggio alla foce. A questi si aggiungono le immissioni di specie alloctone..